# Ordynacja (religia)
Ordynacja – akt powierzenia urzędu duchownego.
W protestantyzmie jest to odpowiednik katolickich święceń kapłańskich.
Według Świadków Jehowy ich ordynowanie przez samego Jehowę Boga następuje w chwili chrztu.
W judaizmie oznacza przyznanie pełnych praw rabina.